# Székkutas
Székkutas es un pueblo húngaro perteneciente al distrito de Hódmezővásárhely en el condado de Csongrád, con una población en 2012 de 2336 habitantes.
Se conoce la existencia de la localidad desde el siglo XV.
Se ubica sobre la carretera 47, a medio camino entre Hódmezővásárhely y Orosháza.